# Nowosiółki (sielsowiet Udział)
Nowosiółki  (biał. Навасёлкі, Nawasiołki; ros. Новосёлки, Nowosiołki) – wieś na Białorusi, w obwodzie witebskim, w rejonie głębockim, ponad 14 km na zachód od Głębokiego. Wchodzi w skład sielsowietu Udział.
Dawniej używana nazwa – Nowosiółki Wierzchniańskie I.

## Historia
Wieś szlachecka położona była w końcu XVIII wieku w powiecie oszmiańskim województwa wileńskiego.
Pierwotnie wieś i pobliski majątek Konstantynów miały nazywać się Baryły. Po pożarze w 1812 roku zostały odbudowane i otrzymały obecne nazwy. Wierni należeli do parafii rzymskokatolickiej w Udziale.
W 1870 roku majątek leżał w wołoście Wierzchnie, w powiecie dziśnieńskim, w guberni wileńskiej, w granicach Imperium Rosyjskiego.
Miejscowość została opisana w Słowniku geograficznym Królestwa Polskiego. Z opisu wynika, że w 1886 roku Nowosiółki I leżały w okręgu wiejskim Konstantynów i mieszkało tam 56 dusz rewizyjnych. Majątek Konstantynów należał wówczas do Okuszków. 
W latach 1921–1945 wieś leżała w Polsce, w województwie wileńskim, w powiecie dziśnieńskim, w gminie Wierzchnie, od 1929 roku w gminie Głębokie.
Według Powszechnego Spisu Ludności z 1921 roku zamieszkiwały tu 121 osób, 1 była wyznania rzymskokatolickiego a 120 prawosławnego. Jednocześnie 118 mieszkańców zadeklarowało polską a 3 białoruską przynależność narodową. Były tu 23 budynki mieszkalne. W 1931 w 22 domach zamieszkiwało 107 osób.
Wierni należeli do parafii rzymskokatolickiej w Konstantynowie i prawosławnej w miejscowości Wierzchnie. Miejscowość podlegała pod Sąd Grodzki w Głębokiem i Okręgowy w Wilnie; właściwy urząd pocztowy mieścił się w Wierzchni.
Po agresji ZSRR na Polskę w 1939 roku wieś znalazła się pod okupacją sowiecką, w granicach BSRR. W latach 1941–1944 była pod okupacją niemiecką. Następnie leżała w BSRR. Od 1991 roku w Republice Białorusi.
W 1999 roku miejscowość zamieszkiwało 21 osób, w 2009 roku 10.
We wsi znajduje się cmentarz podlegający pod parafię w Konstantynowie.